# Rubus praticolor
Rubus praticolor är en rosväxtart som beskrevs av A. van de Beek. Rubus praticolor ingår i släktet rubusar, och familjen rosväxter. Inga underarter finns listade i Catalogue of Life.